# Козіна Наталія Петрівна
Ната́лія Петрі́вна Ко́зіна (23 липня 1948, Душанбе — 22 лютого 2022, Київ) — українська піаністка і педагог. Заслужений діяч мистецтв України (2000).

## Життєпис
1972 — закінчила Київську консерваторію імені П. І. Чайковського (клас Д. Башкирова, В. Топіліна, О. Александрова).
1986 — закінчила асистентуру-стажування при Московському музично-педагогічному інституті ім. Гнесіних (керівник Григорій Савелійович Домбаєв).
1972—1974 — працювала концертмейстером у Київській хоровій капелі «Думка».
З 1974 працює в Національній музичній академії України імені П. І. Чайковського (з перервою).
З 2001 — доцент кафедри концертмейстерства. Серед її учнів: Надія Величко, Зоя Володарська.
Клас Н. Козіної постійно виступає з концертами, зокрема 2016 року у Малому залі консерваторії її клас дав концерт «Жіночий образ у музиці».
В її концертних програмах звучать класична музика, твори українських композиторів.
Побувала на гастролях в Японії, Сирії, Марокко, Португалії та інших країнах.
Померла 22 лютого 2022 року у Києві в 73-річному віці після тривалої хвороби.

## Родина
Чоловік — Козін Вадим Венедиктович, скрипаль, педагог, діяч культури.